# Calyptronoma rivalis
Calyptronoma rivalis là loài thực vật có hoa thuộc họ Arecaceae. Loài này được (O.F.Cook) L.H.Bailey mô tả khoa học đầu tiên năm 1938.

## Hình ảnh

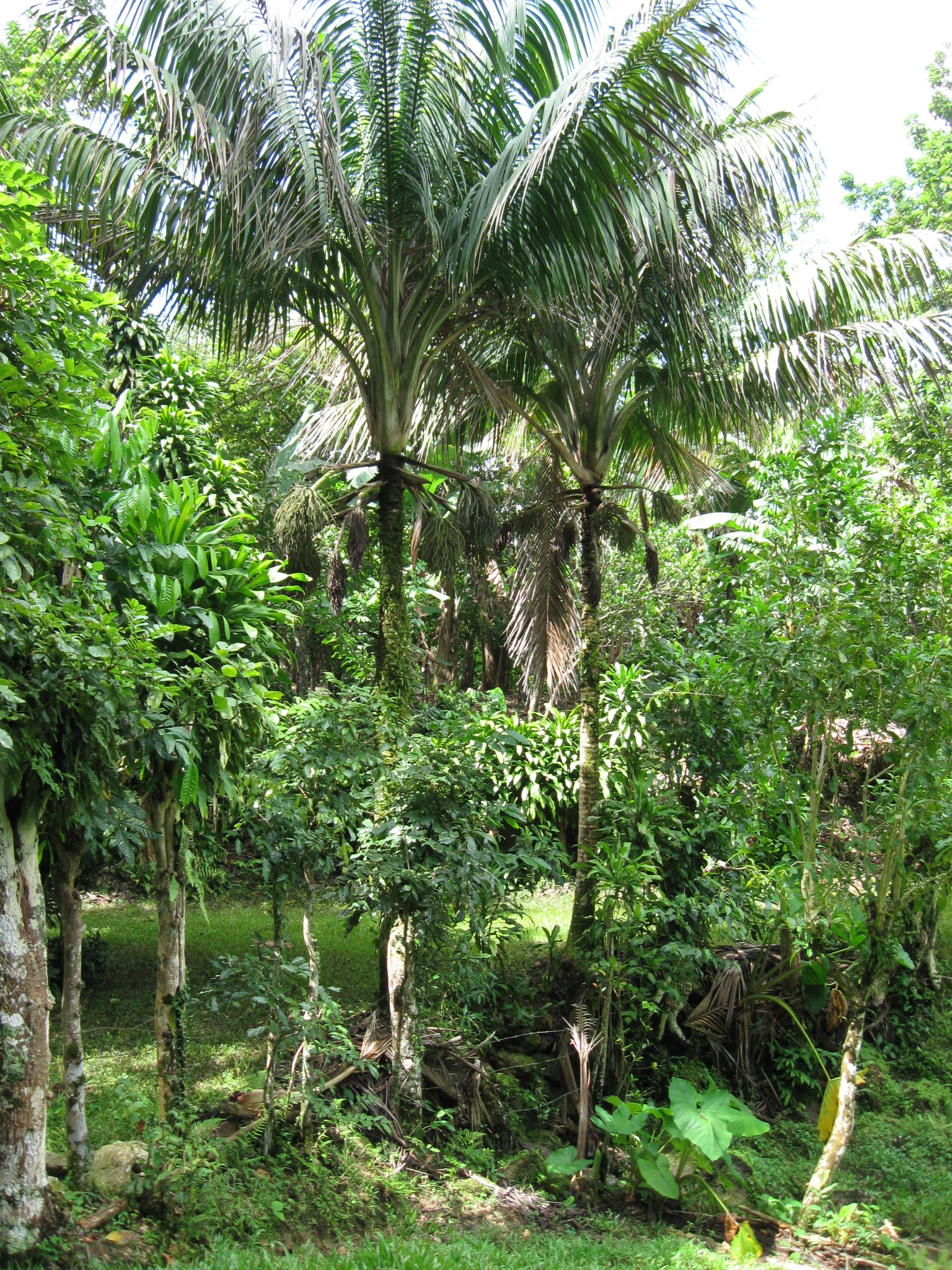
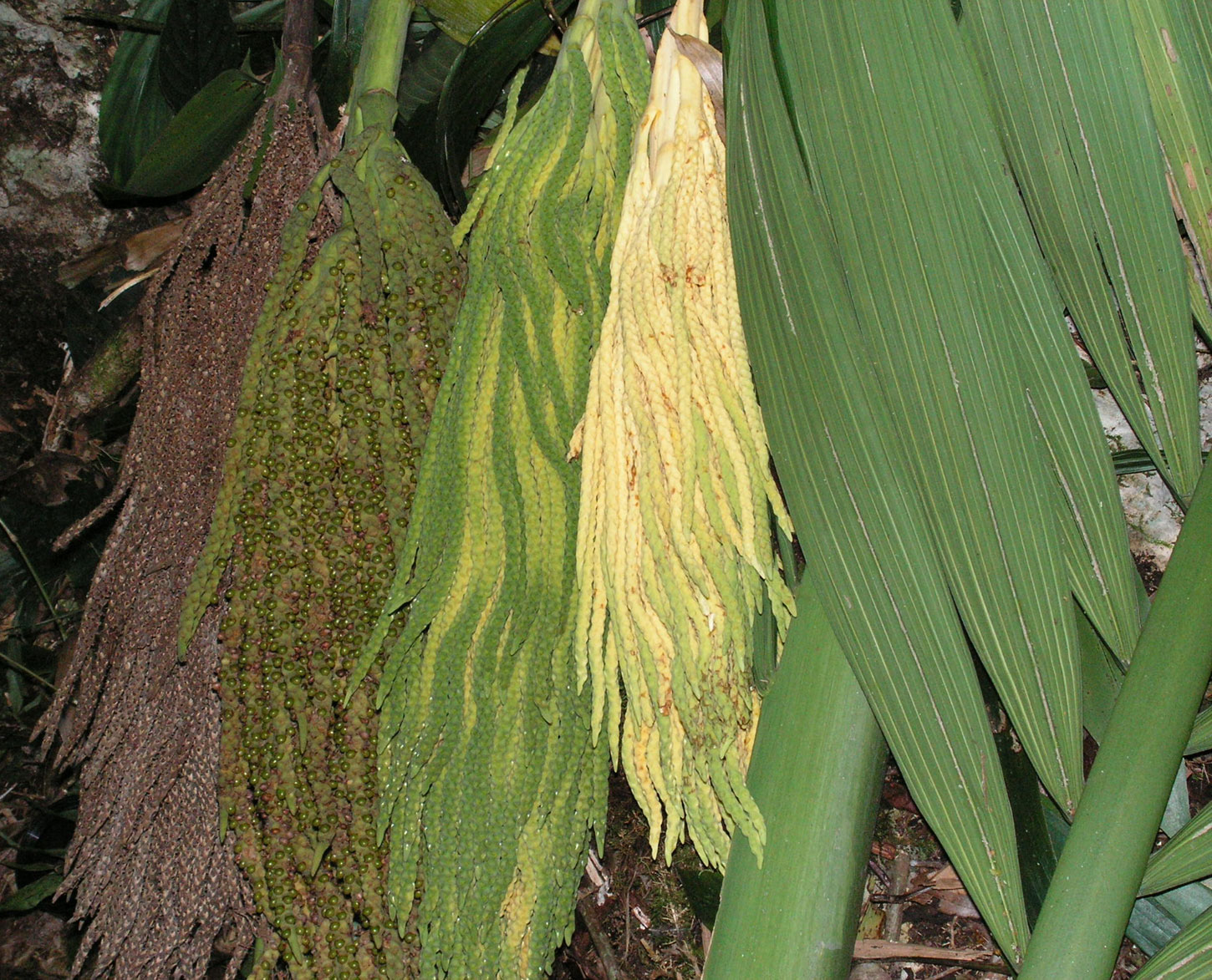